# Longbush (Southland)
Longbush  est une localité de la région du Southland dans l’Île du Sud de la Nouvelle-Zélande.

## Situation
Elle est localisée dans une zone rurale en dehors de la cité d’Invercargill  sur les berges de la rivière Waihopai.
Juste au nord-est se trouve la ville plus grande de Woodlands.

## Toponymie
Il y a 2 origines possibles pour le nom de Longbush, dont l’une serait simplement le nom de la forme du bush aux alentours.
La seconde, toutefois serait le nom donné par les premiers voyageurs, qui seraient allés d’Invercargill à Dunedin ": le terme comme une indication de la longueur et la fatigue du voyage ".

## Accès
La communauté est localisée sur le trajet de la route State Highway 1/S H 1 et celui de la ligne de chemin de fer de la ligne principale du sud (en) allant entre la ville de Kennington et celle de Dacre.
À proximité se situe aussi le village de Rakahouka.
Les trains de passagers ne fonctionnent pas sur la ligne de chemin de fer tranversant Longbush depuis la fermeture de la ligne du Southerner (en) le 10 février 2002, bien que le service de l’express passe mais ne s’arrête pas non plus actuellement dans Longbush.